# Michael Miebach (Manager)
Michael Miebach (* 1968 in Obergünzburg) ist ein deutscher Manager und seit Januar 2021 Chief Executive Officer (CEO) des US-amerikanischen Finanzdienstleisters Mastercard. Zuvor war er unter anderem als Produktchef (Chief Product Officer) und President bei Mastercard tätig und arbeitete für die Citibank sowie für Barclays.

## Laufbahn
Miebach wurde 1968 im Allgäu geboren und wuchs in Obergünzburg (Ostallgäu) sowie zeitweise in Hamburg auf. Er studierte Betriebswirtschaftslehre an der Universität Passau und erwarb dort einen Diplomabschluss. Er absolvierte zudem eine Weiterbildung an der Harvard Business School. 1994 begann Miebach seine berufliche Laufbahn bei der Citibank in Frankfurt am Main. Später wechselte er in einer Führungsposition zur Barclays Bank, bevor er 2010 zum Kreditkartenanbieter Mastercard wechselte.
Bei Mastercard übernahm Miebach zunächst den Aufbau des Geschäfts in der Region Naher Osten und Afrika. 2016 wurde er zum Chief Product Officer befördert und trug maßgeblich dazu bei, das zuvor kartenzentrierte Angebot von Mastercard zu einer breiteren Zahlungsplattform mit neuen Bereichen wie Echtzeitzahlungen, Open Banking und digitaler Identität auszubauen. In der Übergangsphase vor dem CEO-Wechsel wurde Miebach im März 2020 zum President ernannt, ehe er zum 1. Januar 2021, als Nachfolger von Ajay Banga, als CEO an die Spitze des Unternehmens rückte.
Miebach gilt als einer der einflussreichsten deutschen Wirtschaftsmanager im Ausland, da Mastercard mit einem Börsenwert von rund 470 Milliarden Euro (Stand Januar 2025) zu den 20 wertvollsten börsennotierten Unternehmen der Welt zählt. Er wurde 2023 in den Verwaltungsrat (Board of Directors) des Technologiekonzerns IBM berufen. Er ist Mitglied in hochrangigen Gremien wie dem Business Roundtable in den USA, dem internationalen Beratergremium der Monetary Authority of Singapore, dem US-India Strategic Partnership Forum, dem Board des Metropolitan Opera sowie des World Resources Institute und dem International Business Council des Weltwirtschaftsforums.